# Selasphorus
Selasphorus es un género de aves apodiformes de la familia Trochilidae —los colibríes—, que agrupa a nueve especies nativas del oeste de América del Norte y América Central, cuyas áreas de distribución se encuentran entre Alaska y Panamá. A sus miembros se les conoce por el nomre común de colibríes.

## Taxonomía
El género Selasphorus fue propuesto por el ornitólogo británico William Swainson en  1831; la especie tipo designada por monotipia fue Trochilus rufus, actual Selasphorus rufus.
La especie S. calliope fue durante mucho tiempo situada en un género monotípico Stellula hasta que estudios genético-moleculares de 2008, demostraron que era hermana de Selasphorus rufus y fue transferida al presente género.
Las especies anteriormente situadas en el género Atthis: Atthis ellioti y A. heloisa, fueron transferidas al presente como resultado de estudios genético-moleculares realizados en 2014 y 2017, que demostraron que Atthis estaba embutida dentro de Selasphorus. Como consecuencia, Atthis se volvió un sinónimo del presente género.

### Etimología
El nombre genérico masculino «Selasphorus» se compone de las palabras del griego «selas» que significa ‘luz, llama’, y «phoros» que significa ‘que lleva’.

## Lista de especies
Según las clasificaciones del Congreso Ornitológico Internacional (IOC) y Clements Checklist/eBird, el género agrupa a las siguientes especies con el respectivo nombre popular de acuerdo con la Sociedad Española de Ornitología (SEO):
| Imagen | Nombre científico       | Autor                     | Nombre común         | Estado de conservación | Distribución |
| ------ | ----------------------- | ------------------------- | -------------------- | ---------------------- | ------------ |
|        | Selasphorus calliope    | (Gould), 1847             | colibrí calíope      | LC                     |              |
|        | Selasphorus rufus       | (Gmelin), 1788            | colibrí rufo         | NT                     |              |
|        | Selasphorus sasin       | (Lesson), 1829            | colibrí de Allen     | LC                     |              |
|        | Selasphorus platycercus | (Swainson), 1827          | colibrí coliancho    | LC                     |              |
|        | Selasphorus heloisa     | (Lesson & Delattre), 1839 | colibrí de Eloísa    | LC                     |              |
|        | Selasphorus ellioti     | (Ridgway), 1878           | colibrí de Elliot    | LC                     |              |
|        | Selasphorus flammula    | Salvin, 1865              | colibrí volcanero    | LC                     |              |
|        | Selasphorus scintilla   | (Gould), 1851             | colibrí centelleante | LC                     |              |
|        | Selasphorus ardens      | Salvin, 1870              | colibrí ardiente     | EN                     |              |